# Frente UNIDOS
El Frente UNIDOS fue una coalición política ecuatoriana, conformado con el objetivo de apoyar al gobierno de Rafael Correa y su proyecto político, ante lo que Correa denominó la Restauración Conservadora, luego de los resultados de las elecciones seccionales de 2014. En el 2015, el Partido Avanza se retiró de la coalición, y el movimiento Centro Democrático Nacional fue expulsado en el 2016.
La coalición fue coordinada por el movimiento oficialista Alianza PAIS. Para las elecciones legislativas de 2017, Alianza PAIS, fue en alianza en algunas provincias con varios de los movimientos integrantes de la coalición. 
Alianza PAIS postuló a Lenín Moreno como candidato presidencial para las elecciones presidenciales de 2017, participando sin alianzas, ganando las elecciones. En el 2018, se anunció que la coalición fue disuelta.

## Integrantes
- Movimiento Alianza PAIS, Patria Altiva I Soberana (Nacional)
- Partido Socialista Ecuatoriano (Nacional)
- Movimiento Agrario de Integración San Miguel (Bolívar)
- Movimiento de Unidad Plurinacional Pachakutik (Chimborazo)
- Movimiento Autonómico Regional (El Oro)
- Acción Regional por la Equidad (Loja)
- Movimiento Alianza Bolivariana Alfarista (Los Ríos)
- Movimiento Unidad Primero (Manabí)
- Movimiento del Pueblo (Orellana)
- Frente de Lucha Ciudadana (Santa Elena)
- Movimiento de Izquierda Revolucionaria (Zamora Chinchipe)
- Partido Comunista del Ecuador (No registrado en el CNE)
- Partido Comunista Ecuatoriano (No registrado en el CNE)
- Juventud Comunista del Ecuador (No registrado en el CNE)
- Movimiento Político Alfaro Vive Carajo (No registrado en el CNE)
- Movimiento Construyendo el Desarrollo y la Unidad Ciudadana Ecuatoriana, CONDUCE (No registrado en el CNE)
- Frente Amazonía Vive (No registrado en el CNE)

### Integrantes Retirados
- Partido Avanza[4]
- Centro Democrático Nacional (expulsado)[2]

Fuente:

## Binomio presidencial del Frente UNIDOS
|  | 35 |  | Movimiento Alianza PAIS, Patria Altiva I Soberana Apoyado por: - Partido Socialista Ecuatoriano |  | Lenín Moreno 63 años (Nuevo Rocafuerte) |  | Jorge Glas 47 años (Guayaquil) |